# Pour l'humanité
Pour plus de détails, voir Fiche technique et Distribution.
Pour l'humanité (The Heart of Humanity) est un film américain réalisé par Allen Holubar, sorti en 1918.

## Fiche technique
- Titre original : The Heart of Humanity
- Titre français : Pour l'humanité
- Réalisation : Allen Holubar
- Scénario : Allen Holubar et Olga Linek Scholl
- Photographie : Fred LeRoy Granville et King D. Gray
- Montage : Frank Lawrence et Viola Lawrence
- Société de production : Universal Pictures
- Pays de production: États-Unis
- Format : Noir et blanc - 1,33:1 - Film muet
- Genre : guerre
- Durée : 105 minutes
- Date de sortie : 1918

## Distribution
- Dorothy Phillips : Nanette
- William Stowell :John Patricia
- Robert Anderson : Paul Patricia
- Walt Whitman : Père Michael
- Margaret Mann la veuve Patricia
- Erich von Stroheim : Eric von Eberhard
- Lloyd Hughes : Jules Patricia
- Frank Braidwood : Maurice Patricia
- George Hackathorne : Louis Patricia
- Pat O'Malley : Clancy
- William Welsh : Officier prussien
- Joseph W. Girard : Colonel canadien